# Snail Maze
Snail Maze est un jeu vidéo créé par Sega en 1986 pour la Sega Master System. Au lieu d'être commercialisé sur cartouche, le jeu est intégré au BIOS de la console et peut être joué au démarrage du système en gardant les boutons 1 et 2 et la direction Haut appuyés simultanément (à condition de n'y avoir chargé aucun jeu sur cartouche). Le modèle suivant de la console 2e génération de Master System et la Master System II, n'inclut pas le jeu Snail Maze mais le jeu Alex Kidd ou le premier Sonic.
Snail Maze n'est jamais sorti au format cartouche standard mais seulement dans la toute première version de la Master System.

## Système de jeu
Étant un jeu relativement simple, Snail Maze propose au joueur de diriger un petit escargot orange à la coquille jaune à travers un labyrinthe bleu. Le but est de sortir du labyrinthe dans un temps limité. Malgré son apparente simplicité, Snail Maze peut offrir un certain challenge. À mesure que le niveau augmente, le temps imparti diminue, ce qui réduit progressivement la marge d'erreur.

## Versions récentes
Les fans de Snail Maze ont travaillé sur le jeu afin qu'il ne tombe pas aux oubliettes. En 2004, un portage de Snail Maze est créé pour MSX. Ce portage comprend des graphismes améliorés ainsi qu'un nouvel écran de présentation. Une version de Snail Maze est également incluse dans le système Pocket Gear en 2006.